# Wanani
Wanani är en ort på ön Mohéli på Komorerna. Den hade 1 917 invånare år 2003.